# Kungliga konservatoriet i Bryssel
Kungliga konservatoriet i Bryssel (franska: Conservatoire royal de Bruxelles, nederländska: Koninklijk Conservatorium Brussel) är ett konservatorium i Bryssel i Belgien. Det bildades 1813 och fick sitt nuvarande namn efter Belgiens självständighet 1832. Det erbjuder undervisning i både musik och drama. 